# 김종순 (스피드스케이팅 선수)
김종순(金宗舜, 1931년 1월 23일~)은 대한민국의 스피드스케이팅 선수이다.
1931년 일제 강점기 조선 평양에서 태어났다. 1945년 8·15 해방 이후 이북에서 장거리 스피드스케이팅 선수로 활약, 5000m와 10000m 종목의 최고 기록을 보유하고 있었다. 18살 되던 해인 1948년에는 조선민주주의인민공화국 국가대표로 처음 선발되었고, 1950년에는 소련 모스크바에서 열리는 세계 선수권 대회를 준비하기 시작했다. 하지만 한국 전쟁이 터지고 1951년 1.4 후퇴 때 38선 이남으로 넘어왔다.
대한민국 국군으로 입대한 김종순은 국군 체육선수로 선발되어 스피드스케이팅 경력을 계속해서 이어나갔다. 그는 "6사단에서 근무하고 있었는데, 한번은 사단장이 부르는 거에요"라며, "혹시 내가 잘못한 것이 있었나 걱정하는데, 저보고 스케이트 선수로 뛰라고 명령했다"고 증언했다. 이후 이탈리아 코르티나담페초에서 열리는 1956년 동계 올림픽 국가대표 선발전에서 입선했고, 올림픽 참가를 위해 다른 선수들과 함께 겨울철 서울 인근의 호수나 강에서 동계훈련을 진행했다. 대한빙상경기연맹의 자금난으로 실제 참가 여부는 불확실했으나, 대회 직전에 후원금이 모여 출전할 수 있게 되었다.
1956년 2월 이탈리아에 도착한 대한민국 국가대표 선수들은 대회 특별출전 초청을 받았고, 김종순 선수도 본인의 의향과는 달리 간부의 명령에 따라 출전하게 되었다. 하지만 고국에서의 훈련 환경과는 달리 잘 관리되었던 말끔한 빙상 경기장이 오히려 낯설게 작용했기 때문에 저조한 기록에 머물렀다고 한다. 여기에 무리한 훈련으로 류마티스성 다발근통에 걸린 상태로 올림픽 스피드스케이팅 10,000m 본선에서 17:52.6의 기록으로 30위에 머물렀다. 이는 17분 30초대였던 본인의 기록보다 뒤떨어진 기록이었다.
연이은 부상으로 1957년 은퇴를 선언하고 빙상계를 떠난 그는 대한민국 국방부 보건체육과에서 체육행사 담당관으로 근무했다. 1961년부터 1973년까지는 대한빙상경기연맹에서 총무이사와 경기이사직을 지냈다. 1992년 가족들을 따라 미국 로스앤젤레스로 이주했으며, 현재까지도 그곳에서 살고 있다.